# Половников, Василий Николаевич
Василий Николаевич Половников (4 (16) марта 1866, Ключевская — около 1920, Красноярск) — войсковой старшина Русской императорской армии, генерал-майор Белого движения (1918); участник русско-японской, Первой мировой и Гражданских войн. Был избран заведующим военным отделом Войсковой управы Оренбургского казачьего войска (1917); начальник гарнизона Оренбурга (1917) и участник Голодного похода; был награждён Георгиевским оружием (1915). Брат георгиевского кавалера Алексея Половникова.

## Биография
Василий Половников родился 4 (16) марта 1866 года в станице Ключевской (по другим данным — в станице Бобровской) третьего военного отдела Оренбургского казачьего войска. Он окончил Оренбургское казачье юнкерское училище, откуда выпустился по первому разряду, получив «премию бывшего военного министра генерала Д. А. Милютина» в размере ста рублей.
1 января 1885 года Василий Николаевич приступил к службе в Русской императорской армии. 26 апреля 1891 года он стал младшим урядником, затем — 24 июля 1895 — подхорунжим; был произведён в хорунжии через неполный год, 5 января 1896, со старшинством с начала сентября 1895. 1 июля 1900 года Половников дослужился до сотника «иррегулярной кавалерии» (со старшинством с начала сентября 1899). После этого он был произведён в подъесаулы (со старшинством с 1 сентября 1903), а затем и в есаулы: уже после Русско-японской войны, 24 июня 1906 (с формулировкой «за боевое отличие» и со старшинством годом ранее). Половников достиг чина войскового старшины в июле 1915 года, при этом старшинство было установлено более чем на пять лет ранее — с 26 февраля 1910 года; погоны полковника достались ему уже во время Первой мировой войны (со старшинством с 14 марта 1916). Уже после двух революций в России и начала Гражданской войны Василий Николаевич стал генералом: он был произведён в чин генерал-майора в июне 1918 года.
16 августа 1893 года Половников был уволен из 2-й Оренбургской казачьей батареи в чине вахмистра и направлен для поступления в Оренбургское казачье училище. В 1895 году он числился в Оренбургском 5-м казачьем полку, после чего, с 1904 по 1905 год, служил в Оренбургском 1-м казачьем полку, в составе которого и принял участие в Русско-японской войне. В канун Первой мировой войны он продолжал быть в списках 1-го полка (с 12 января 1911 по 1914 год). Уже 8 августа 1914 года Василий Половников был ранен, но вернулся в строй. С 6 августа 1914 по 8 мая 1917 года он являлся помощником командира Оренбургского 16-го казачьего полка: в 1915 году он также заведовал полковым хозяйством.
После Февральской революции, на первом войсковом круге оренбургского казачьего войска — 8 мая 1917 года — Половников был избран заведующим военным отделом Войсковой управы. Да этого, с 4 апреля 1917 года, он временно исполнял обязанности начальника гарнизона казачьей столицы — Оренбурга. В канун Октябрьской революции, приказом по армии и флоту от 22 августа 1917 года, Василий Николаевич был назначен командиром Оренбургского 3-го казачьего полка; в том же году он временно исполнял дела начальника штаба всего Оренбургского войска.
После начала Гражданской войны Половников стал участником Тургайского похода (17 апреля — 7 июля 1918). После этого он занял пост заместителя председателя войскового правительства и помощником войскового атамана Александра Дутова. С 1917 по 1920 год он был начальником военного отдела оренбургского войскового правительства; в те же годы Василий Николаевич занимал должность начальника штаба войска на театре военных действий и начальника штаба (с 25 октября 1918 по 23 мая 1919 года). По данным на 31 марта 1919 года он состоял главным начальником Оренбургского военного округа на театре военных действий, а 24 мая — начальником штаба Оренбургского округа. По предположению исследователей, Половников попал в плен в Красноярске, после чего был расстрелян большевиками.

### Подвиг
Высочайшим приказом от 10 (23) ноября 1915 года Половников был награждён Георгиевским оружием «За храбрость»:
за то, что у деревень Маниловка и Ярославица 8 августа 1914 года [по старому стилю] в конном строю бросился в атаку на два батальона австрийцев [солдат австро-венгерской армии]. Несмотря на ружейный и пулеметный огонь, врезался в ряды противника, частью изрубил, частью заставил отступить, при чём сам был ранен. В этом деле захватил зарядные ящики, много оружия и пленных.
Существует и другая версия причин награждения:
за то, что в бою 26 октября 1914 года [по старому стилю] под сильным огнём противника стремительно атаковал занятую неприятелем деревню, выбил его из окопов, очистил эту деревню и заставил отойти, произведя затем под сильным неприятельским огнём еще несколько стремительных атак и будучи ранен при этом, продолжая оставаться в строю и своими дальнейшими правильными действиями, а равно и интенсивностью огня своей сотни привлек на себя исключительное внимание немцев [солдат армии Германской империи] и этим облегчил и способствовал выполнению задачи по взрыву мостов и разрушению железных дорог.

## Награды
- Орден Святого Станислава 3-й степени с мечами и бантом (1906)[2]
- Орден Святого Станислава 2-й степени с мечами (1906)[2]
- Орден Святой Анны 4-й степени (1905): с надписью «За храбрость»[2]
- Орден Святой Анны 3-й степени с мечами и бантом[2]
- Орден Святой Анны 2-й степени (1913) — мечи (1914—1917)[2]
- Орден Святого Владимира 4-й степени с мечами и бантом (1914—1917)[2]
- Высочайшее благоволение (1916)[2]
- Золотое Георгиевское оружие «За храбрость»[2][5][6]: 10 (23) ноября 1915

## Семья
Брат: Алексей Николаевич Половников (1880—1918) — войсковой старшина, также Георгиевский кавалер; в декабре 1917 года мобилизовал казаков своего округа для борьбы с большевиками, но был выдан жителями одной из станиц и после трёх с половиной месяцев заключения расстрелян красными в Троицкой тюрьме: у него, ещё живого, штыками были выломаны ключицы:
После захвата большевиками города окружное правление 3-го округа, во главе с окружным атаманом войсковым старшиной Половниковым, было арестовано и посажено в тюрьму. Впоследствии весь состав окружного правления был расстрелян.
Василий Половников был женат на Александре Лаврентьевне. По данным на апрель 1919 года, в семье было трое детей: сын и две дочери (Лидия, 22-х лет, и Клавдия, 17 лет).